# Ribnitz-Damgarten West
Ribnitz-Damgarten West (niem. Bahnhof Ribnitz-Damgarten West) – stacja kolejowa w Ribnitz-Damgarten, w kraju związkowym Meklemburgia-Pomorze Przednie, w Niemczech, w dzielnicy Ribnitz. Została otwarta w 1889 roku na linii Stralsund – Rostock. Budynek dworcowy jest obecnie obiektem zabytkowym. Według DB Station&Service ma kategorię 4.

## Stacja
Stacja kolejowa Ribnitz-Damgarten West znajduje się w zachodniej dzielnicy Ribnitz i na południe od centrum. Dworzec wschodni w Damgarten znajduje się około trzech kilometrów od stacji. 

## Linie kolejowe
- Linia Stralsund – Rostock

## Połączenia
| Linia | Tras | Takt                                                          |
| ----- | --- | ------------------------------------------------------------- |
| IC 26 | (Binz –) Stralsund – Ribnitz-Damgarten West – Rostock – Hamburg – Hannover – Gießen – Frankfurt – Karlsruhe                 | 2 × dziennie                                                  |
| IC 30 | (Binz –) Stralsund – Ribnitz-Damgarten West – Rostock – Hamburg – Bremen – Dortmund – Köln – Mainz – Heidelberg – Stuttgart | 2 × dziennie                                                  |
| RE 9  | Hanse-Express Rostock – Ribnitz-Damgarten West – Velgast – Stralsund – Bergen – Lietzow – Sassnitz / Binz                   | 120 min (Rostock–Stralsund) 060 min (Stralsund–Sassnitz/Binz) |
| RB 12 | (Bad Doberan –) Rostock – Rövershagen – Graal-Müritz / (– Ribnitz-Damgarten West)                                           | pojedyncze pociągi                                            |